# 周萍洄
周萍洄（1878年—1933年），字继潆，浙江临海人。1895年参加童子试，获得冠军。1906年出国就读于日本东瀛法政大学。毕业归国任三台中学（台州中学前身）监督（校长），在任5年。他拥护孙中山，反对袁世凯，投身辛亥革命，支持国民革命。后来担任浙江省议会会长；浙江省宪；法会议筹备处处长等职。国民革命期间，任浙江省民政厅机要秘书。后担任会议法制专门委员会及内务部秘书，国务院顾问等职。周萍洄去世后，蔡元培等著名人物都送出了挽联。